# Sadowa (przystanek kolejowy w obwodzie tarnopolskim)
Sadowa (ukr. Садова) – przystanek kolejowy w miejscowości Wiosnówka, w rejonie tarnopolskim, w obwodzie tarnopolskim, na Ukrainie. Położony jest na linii Tarnopol – Stryj.